# Blind Dog at St. Dunstans
Blind Dog at St. Dunstans è il settimo album in studio del gruppo progressive rock britannico Caravan, pubblicato nel 1976.

## Tracce
Side 1
1. Here Am I – 6:19
2. Chiefs and Indians – 5:13
3. A Very Smelly, Grubby Little Oik – 4:15
4. Bobbing Wide – 1:13
5. Come on Back – 4:50
6. Oik (Reprise) – 2:26

Side 2
1. Jack and Jill – 6:26
2. Can You Hear Me? – 6:17
3. All the Way (with John Wayne's Single-Handed Liberation of Paris) – 9:03

## Formazione

### Gruppo
- Pye Hastings - chitarra elettrica, chitarra acustica, voce
- Richard Coughlan - batteria
- Jan Schelhaas - tastiera
- Mike Wedgwood - basso, voce, conga
- Geoffrey Richardson - viola, chitarra elettrica, flauto

### Altri musicisti
- Jimmy Hastings - flauto, sassofono, clarinetto
- Chanter Sisters - cori